# Chutney

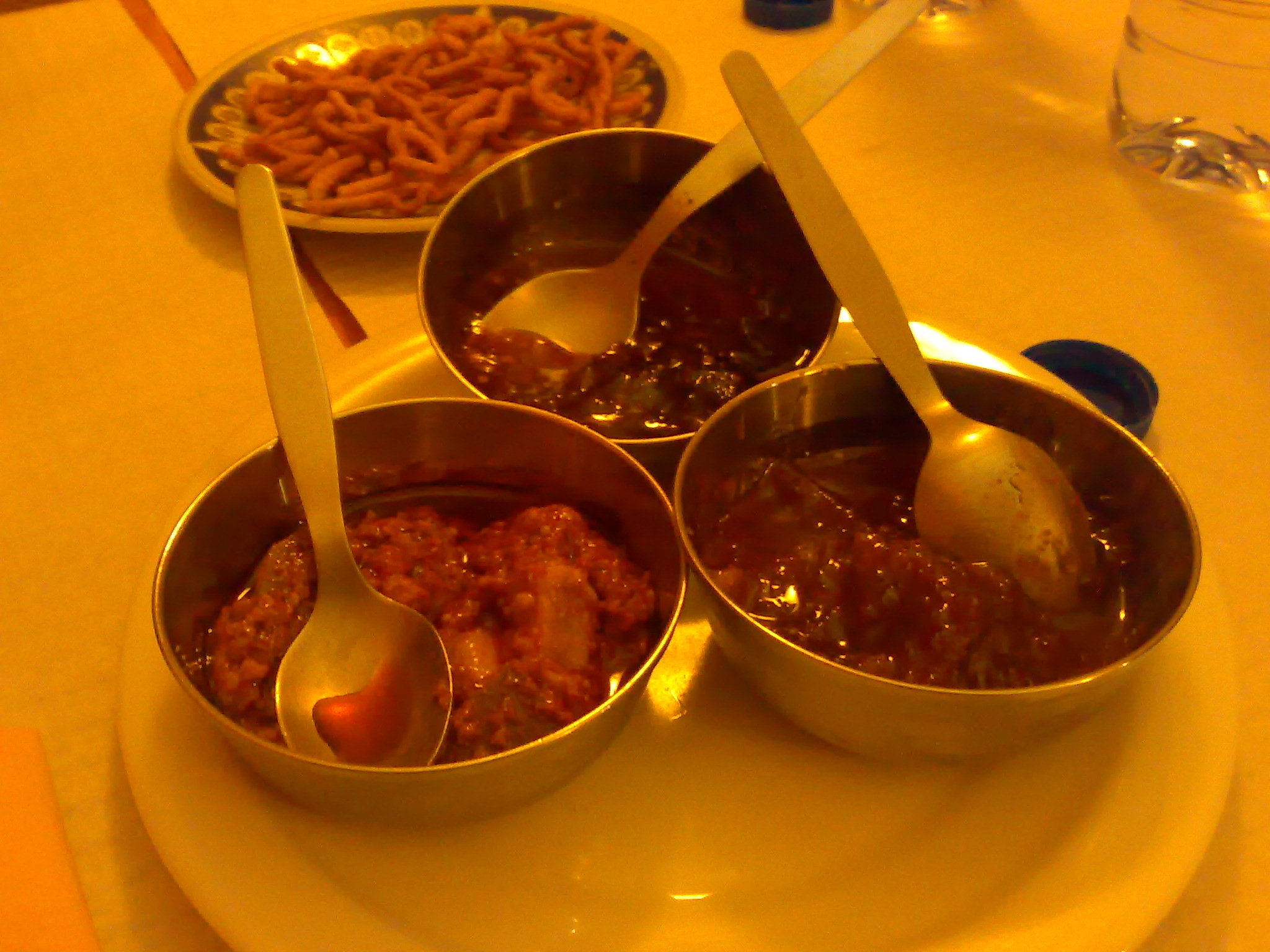
Chetnins de beringela e limão (à direita e em cima)

Chutney (termo de origem anglicizada, usado com alguma frequência por portugueses, brasileiros e moçambicanos), chetnim (termo indo-português oriundo de Goa, Damão e Diu, outrora pertencentes ao Estado Português da Índia, por vezes também usado nos demais países de língua portuguesa), chatni (transliteração Hindi) ou catni (transliteração arcaica) é um condimento de paladar agridoce, picante (forte ou suave), ou ainda uma mistura dos dois, originário da Índia. 

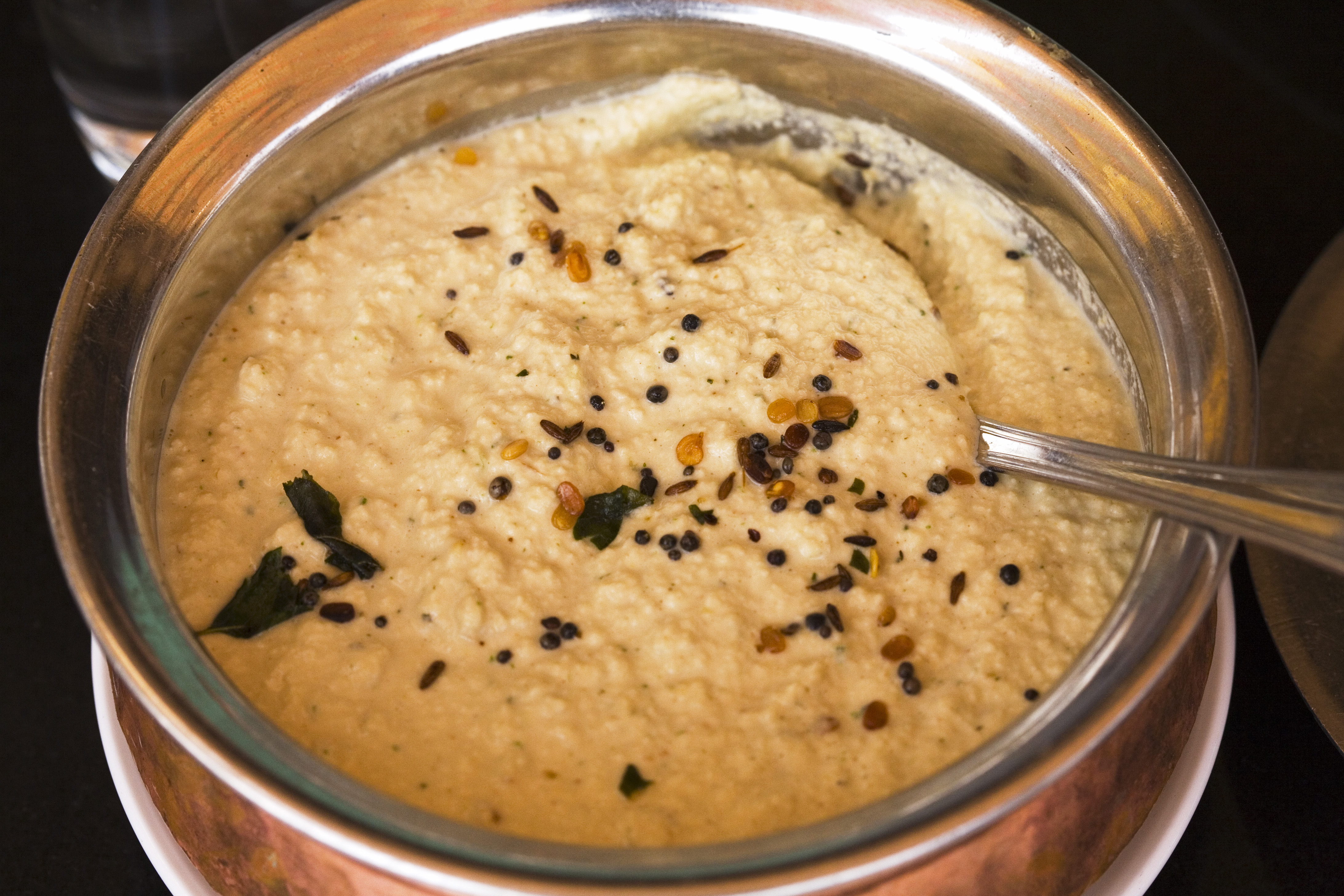
Chetnim de coco

## Variantes
Ingredientes comuns a grande parte dos chutneys ou chetnins são a pimenta, os frutos e vegetais, ou ainda uma mistura dos mesmos. O tempero utilizado na preparação inclui quase invariavelmente açúcar mascavo, sal, alho, cebola, mel, vinagre, gengibre e canela. As especiarias vulgarmente utilizadas são o coentro, o cominho, a assa-fétida e o feno-grego.

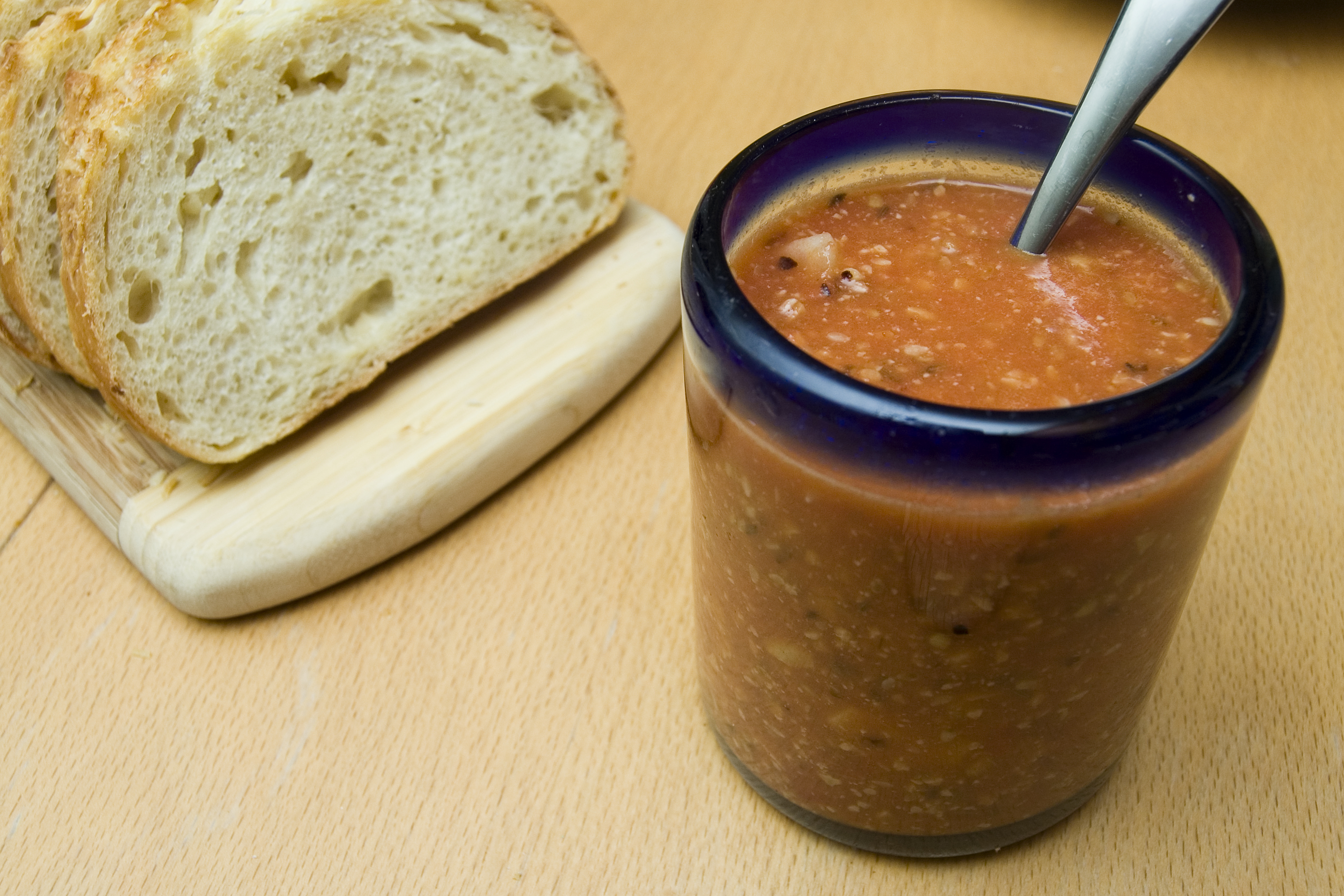
Chetnim de tomate

Muitos dos chutneys ou chetnins vegetais não são cozinhados, ao contrário dos de fruta. No seu país de origem, a Índia, o chutney é confeccionado na altura de ser consumido, com ingredientes locais e disponíveis, escolhendo, para a preparação, os que se adequam a conferir sensações fortes ao paladar.
Em países de clima temperado, os chutneys são elaborados com ingredientes locais tais como a maçã, pera ou o tomate. Nesses países, o chutney é confeccionado e vendido sob a forma de conserva. Para este propósito, são utilizados, para efeitos de conserva, óleo vegetal, vinagre ou sumo de limão.
Em Goa, é possível se encontrar, entre outros, chetnim de camarão seco, chetnim de coentro e chetnim doce de manga.

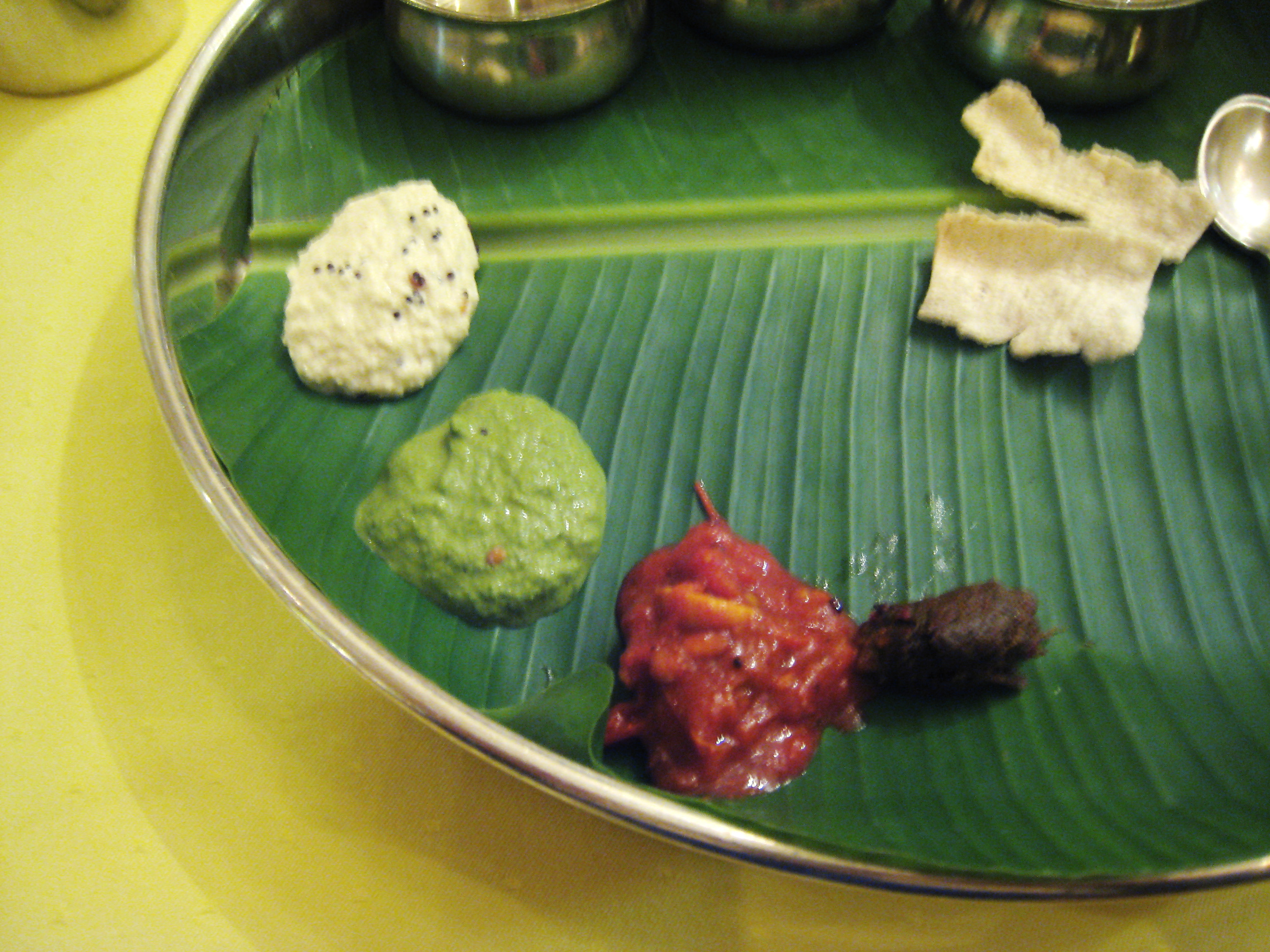
Chetnins servidos em folha de banana, à maneira do sul da Índia

De notar que existe um estilo, ou género, de música originário das ilhas Trinidade e Tobago intitulado chutney.

## Etimologia
A palavra "chetnim" é derivada da palavra da língua persa chāshni (چاشنى), que teve origem na palavra çāshnik do antigo idioma persa médio, partilhando a mesma raiz etimológica de outras palavras persas tais como chāsht (چاشت), que significa "uma porção de comida".